# Mercer County (New Jersey)
Mercer County is een county in de Amerikaanse staat New Jersey.
De county heeft een landoppervlakte van 585 km² en telt 350.761 inwoners (volkstelling 2000). De hoofdplaats is Trenton.

## Bevolkingsontwikkeling

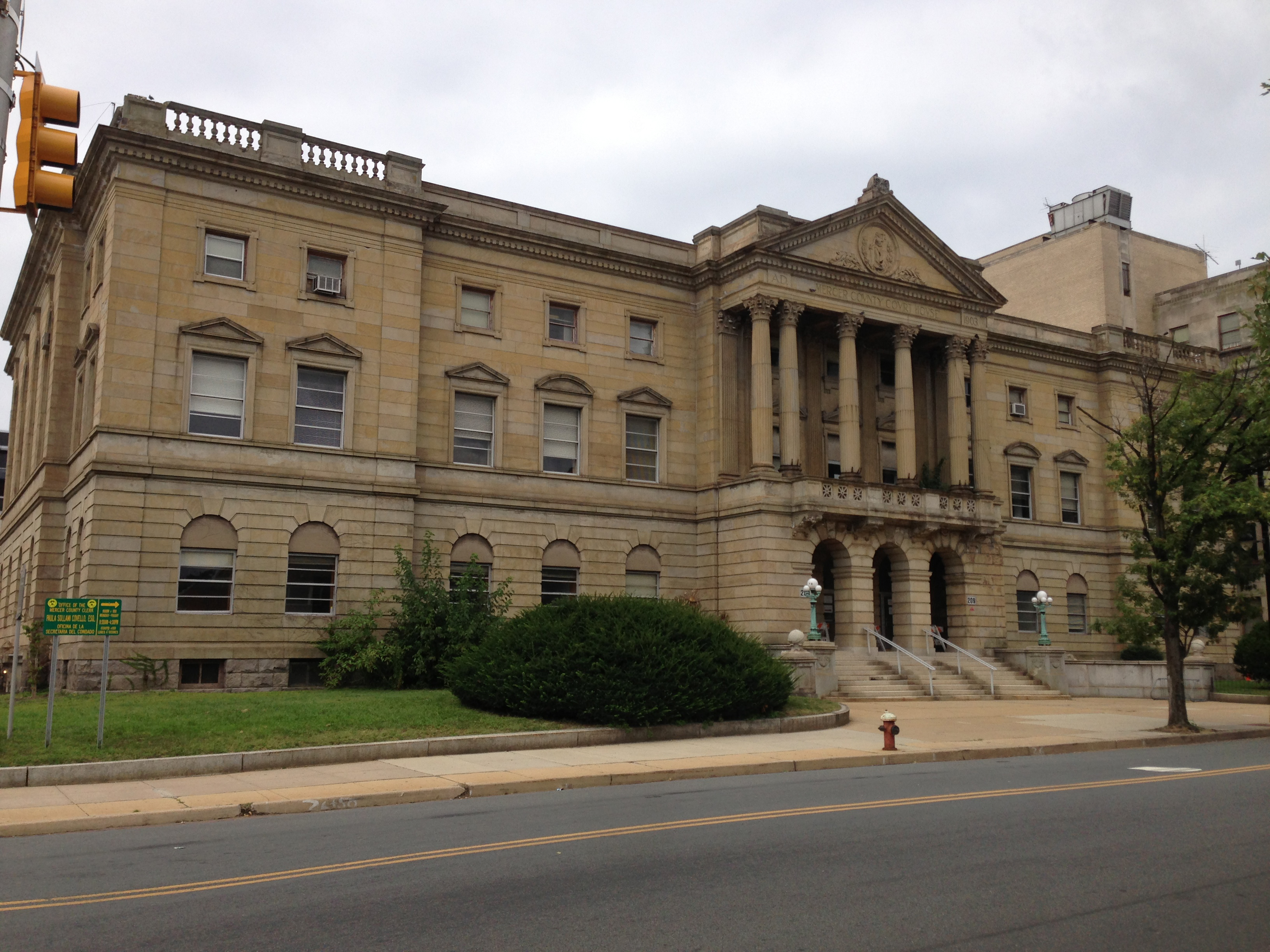
Mercer County Courthouse

Atlantic · Bergen · Burlington · Camden · Cape May · Cumberland · Essex · Gloucester · Hudson · Hunterdon · Mercer · Middlesex · Monmouth · Morris · Ocean · Passaic · Salem · Somerset · Sussex · Union · Warren